# De blikken trommel

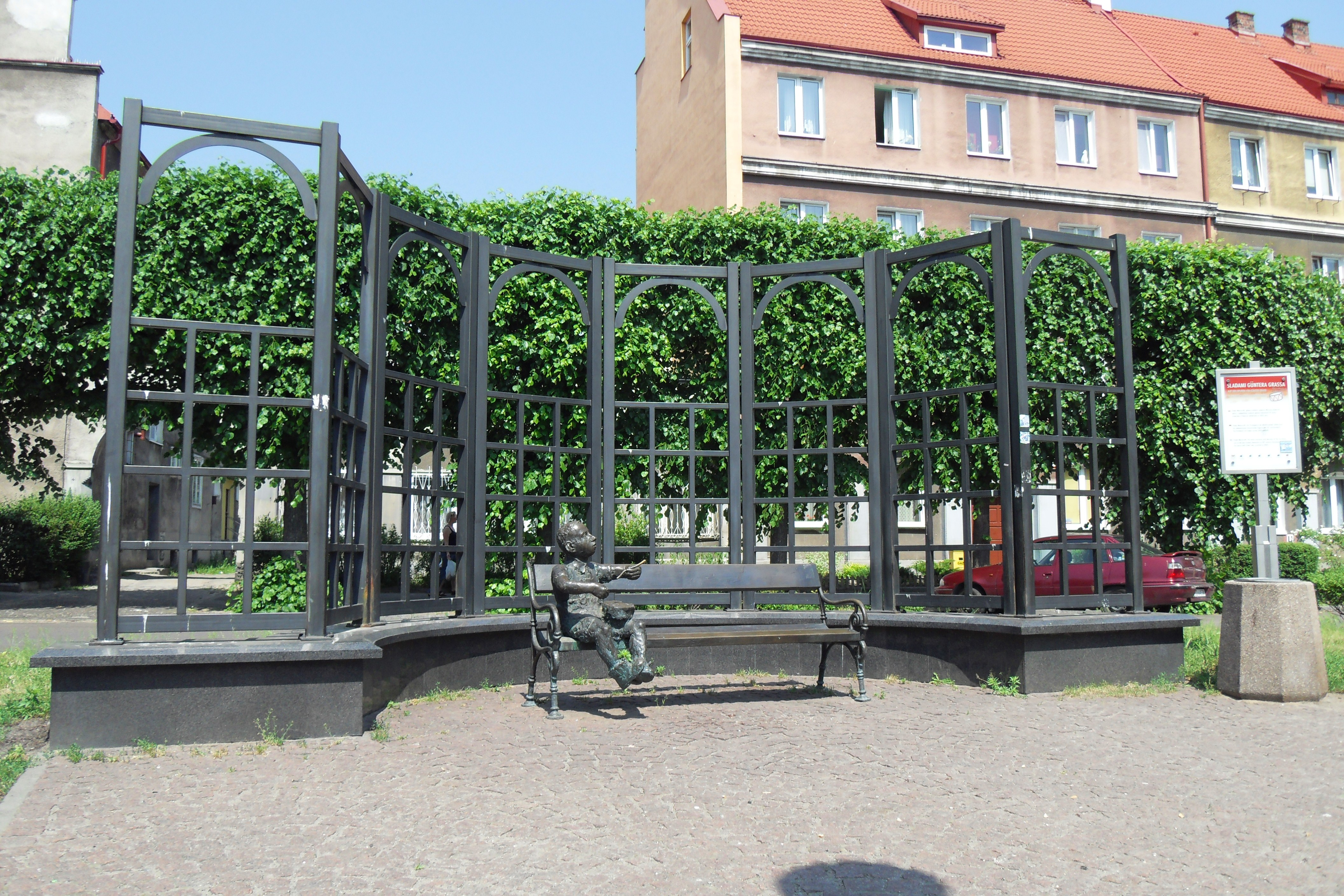
Kunstwerk in Gdańsk (Polen) met Oskar Matzerath, de verteller uit De blikken trommel

De blikken trommel (Duits: Die Blechtrommel) is een roman van de Duitse schrijver Günter Grass. Het boek verscheen in 1959 als eerste deel van de zogenaamde Danziger Trilogie (samen met Kat en muis en Hondenjaren). Die Blechtrommel is een van de belangrijkste romans van de Duitse literatuur van na 1945. Een Nederlandse vertaling door Koos Schuur verscheen in 1964 onder de titel De blikken trommel. In 2009 verscheen een nieuwe vertaling door Jan Gielkens onder de titel De blikken trom.

## Vertelperspectief
Het verhaal wordt verteld door Oskar Matzerath in de eerste en derde persoon; deze derde persoon komt tot uiting als Oskar de rol van auctoriale verteller inneemt en over zichzelf praat als 'Oskar'. De hoofdfiguur van het boek wordt in 1924 in Danzig (Gdańsk) geboren; zijn hersenen zijn op dat moment al volledig ontwikkeld. Doordat hij vanaf zijn derde verjaardag niet meer groeit, kan hij als een eeuwig kind de wereld van de volwassenen aanschouwen, zonder dat hij er deel van uit hoeft te maken. Met behulp van zijn trom kan hij over gebeurtenissen vertellen waar hij zelfs niet bij was, zoals de geboorte van zijn moeder.

### Geloofwaardigheid
Aan de waarachtigheid van de verhalen die Oskar de lezer vertelt kan vaak zeer getwijfeld worden, temeer daar hij op het moment dat hij het verhaal vertelt in een hersteloord verblijft en mogelijk geestelijk niet in orde is. Tevens is het de vraag of het feit dat hij niet meer groeit veroorzaakt is doordat hij de keldertrap afviel of doordat hij deze keldertrap slechts verzonnen heeft om eventuele vragen te vermijden. Ook de verwijten die Oskar aan zichzelf maakt zijn twijfelachtig. Hij beweert dat hij schuld heeft aan de dood van zijn ouders en van zijn oom Jan Bronski, ofschoon dit nergens in het verhaal bekrachtigd wordt.

## Beknopte samenvatting
Het boek begint met het leven van Oskars oma en de geboorte van zijn moeder. Zelf wordt hij pas geboren in 1924 in Danzig. Een groot deel van het boek bestaat uit min of meer losse verhalen waarin het leven van de Poolse en Duitse burgers van Danzig beschreven wordt. Later vertrekt Oskar naar het westen van Duitsland, waar hij als kunstenaar aan de slag gaat. Omdat Oskar niet medeplichtig wil worden aan de misstanden in de oorlog, doet hij alsof hij psychisch niet in orde is. Hij keert in zichzelf en wordt opgenomen in een inrichting, waar hij in 1954 uit wordt ontslagen.

## De stad Danzig
De stad Danzig (Gdańsk) speelt een belangrijke rol in de roman van Günter Grass, omdat ze een deels Duitse en deels Poolse bevolking heeft. Van zijn moeders kant stamt Oskar van Kasjoebische voorouders, die niet Pools genoeg zijn om echte Polen te zijn en niet Duits genoeg om echte Duitsers te zijn. Oskar houdt sterk vast aan zijn Poolse wortels, maar gaat na de Tweede Wereldoorlog toch naar het westen van Duitsland.
De kleuren van de trom zijn rood-wit en dat zijn tevens de kleuren van de Poolse vlag, waarmee Oskars Poolse wortels worden benadrukt. De stad is een terugkerend element in het boek, daar ze ook steeds weer wordt verdeeld en door Duitsland wordt bezet.

## Trivia
- Die Blechtrommel werd in 1999 verkozen bij de tien beste Duitstalige romans van de Twintigste Eeuw
- De verfilming van de roman, door Volker Schlöndorff, won in 1979 de Gouden Palm op het Filmfestival van Cannes en in 1980 de Academy Award voor beste internationale film.